# Suore di carità d'Irlanda
Le suore di carità d'Irlanda (in inglese Sisters of Charity of Ireland) sono un istituto religioso femminile di diritto pontificio: le suore di questa congregazione pospongono al loro nome la sigla R.S.C.

## Storia

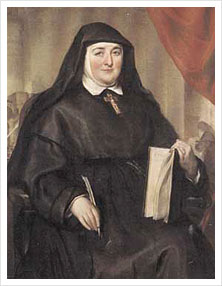
Mary Aikenhead, fondatrice della congregazione

La congregazione fu fondata il 22 agosto 1815 a Dublino da Mary Aikenhead (1787-1858) con l'aiuto di Daniel Murray, arcivescovo coadiutore di Dublino.
Le religiose adottarono le regole delle dame inglesi, presso le quali la Aikenhead aveva trascorso tre anni come novizia a York.
La suore di carità si diffusero rapidamente in varie località irlandesi: nel 1838 aprirono filiali in Australia e nel 1840 in Inghilterra; giunsero in Rhodesia settentrionale nel 1948 e negli Stati Uniti nel 1953.
Le costituzioni dell'istituto furono approvate da papa Gregorio XVI il 30 agosto 1833.

## Attività e diffusione
Le suore si dedicano all'educazione della gioventù, alla visita a poveri e malati, alla cura di anziani e disabili.
Sono presenti in Europa (Irlanda, Regno Unito), in Africa (Nigeria, Zambia) e nelle Americhe (Stati Uniti d'America, Venezuela); la sede generalizia è a Dublino.
Alla fine del 2008 la congregazione contava 479 religiose in 84 case.